# Saison 4 de Star Trek: Deep Space Nine
Chronologie
Saison 3 Saison 5
Cette page présente les épisodes de la saison 4 de la série télévisée Star Trek: Deep Space Nine.

## Épisodes

### Épisode 1:La Tradition du guerrier: 1/2
- Penny Johnson (Capitaine Kasidy Yates)
- Marc Alaimo (Gul Dukat)
- Andrew Robinson (Elim Garak)
- J.G. Hertzler (Général Martok)
- Christopher Darga (Commandeur Kaybok)
- William Dennis Hunt (Officier Huraga)
- Obi Ndefo (Drex)

### Épisode 2:La Tradition du guerrier: 2/2
- Penny Johnson (Capitaine Kasidy Yates)
- Marc Alaimo (Gul Dukat)
- Andrew Robinson (Elim Garak)
- Robert O'Reilly (en) (Chancelier Gowron)
- J.G. Hertzler (Général Martok)
- Obi Ndefo (Drex)

- Comme toujours les rencontres entre Dukat et Elim Garak donnent naissance à des dialogues savoureux.

### Épisode 3:Le Visiteur
- Dans l'espace-temps de l'épisode, on remarque sur l'uniforme de Nog, lors de l'une des histoires, qu'il porte les trois barrettes du grade de Commandeur de Starfleet. Plus tard, il a le grade de Capitaine.
- On découvre aussi que Morn, le pilier du bar chez Quark, a fini par reprendre ce bar sur DS9.

### Épisode 4:Le Serment d'Hippocrate
- Miles O'Brien est décrit par un Jem'hadar comme étant un sous-officier. De même durant l'épisode, le docteur le félicite en lui disant "si vous continuez comme ça on finira par faire de vous un officier". Pourtant il est déjà officier, promu à l'issue des évènements de Setlik III en 2347. Mais les grades de Miles O'Brien, qui régressent avec le temps, sont une des plus grandes incohérences de la série.

### Épisode 5:Indiscrétion
- Penny Johnson (Capitaine Kassidy Yates)
- Marc Alaimo (Gul Dukat)
- Roy Brocksmith (Razka Karn)
- Cyia Batten (Tora Ziyal)
- Thomas Prisco (Heler)

### Épisode 6:L'Interdit
- Susanna Thompson (Dr Lenara Kahn)
- Kenneth Marshall (Lieutenant-Commandeur Michael Eddington)

- L'exil veut dire que le symbiote, à la mort de son corps porteur, ne recevra plus d'autres hôtes et mourra. Il est à noter qu'à aucun moment l'idée d'une relation homosexuelle n'est pointée du doigt par qui que ce soit. Le seul véritable jugement moral est celui de la transgression du tabou de la société Trill.

### Épisode 9:L'Épée de Kahless
- John Colicos (Kor)
- Rick Pasqualone (Toral)

### Épisode 11:L'Enfer sur Terre 1/2
- Robert Foxworth (Vice-Amiral Leyton)
- Herschel Sparber (Président Jaresh-Inyo)
- Susan Gibney (Commandeur Benteen)
- Brock Peters (Joseph Sisko)

### Épisode 12:Paradis perdu 2/2
- Robert Foxworth (Vice-Amiral Leyton)
- Herschel Sparber (Président Jaresh-Inyo)
- Susan Gibney (Capitaine Benteen)
- David Drew Gallagher (Cadet Riley Aldrin Shepard)
- Brock Peters (Joseph Sisko)
- Rudolph Willrich (Contre-Amiral commandant l'Académie de Starfleet)

### Épisode 13:Feux croisés
- Duncan Regehr (Premier Ministre Shakaar Edon)
- Bruce Wright (Sarish Rez)
- Charles Tentindo (Enseigne Jimenez)

### Épisode 14:Touché par la grâce
- Marc Alaimo (Gul Dukat)
- Cyia Batten (Tora Ziyal)
- Casey Biggs (Glinn Damar)
- John K. Shull (Commandeur K'Temang)

### Épisode 15:Les Fils de Mogh
- Tony Todd (Capitaine Kurn/Rodek)
- Robert DoQui (Noggra)
- Dell Yount (Capitaine Tilikia)
- Elliot Woods (Lieutenant de l'IKS Drovana)

### Épisode 18:Les Règles du combat
- Deborah Strang (Amirale T'Lara)
- Ron Canada (Avocat Ch'Pok)

### Épisode 19:La Mémoire emprisonnée
- Craig Wasson (Ee'char)
- Rosalind Chao (Keiko O'Brien)
- Hana Hatae (Molly O'Brien)
- Margot Rose (Administratrice K'Par Rinn)
- F.J. Rio (Ingénieur Enrique Muniz)

### Épisode 20:Et le miroir se brisa
- Felecia M. Bell (Jennifer Sisko)
- Aron Eisenberg (Nog)
- Andrew Robinson (Elim Garak)

### Épisode 22:Pour la cause
- Penny Johnson (Capitaine Cassidy Yates)
- Kenneth Marshall (Lieutenant-Commandeur Michael Eddington)
- Andrew Robinson (Elim Garak)
- Tracy Middendorf (Tora Ziyal)
- John Prosky (Ingénieur Brathaw)
- Steven Vincent Leigh (Lieutenant Seung Kee Reese)

### Épisode 23:Combat pour la mort
- Jeffrey Combs (Weyoun)
- Clarence Williams III (Omet'iklan)
- Scott Haven (Virak'kara)
- Brian Thompson (Toman'torax)

### Épisode 26:Flux brisé
- Andrew Robinson (Elim Garak)
- Robert O'Reilly (en) (Chancelier Gowron)
- Salome Jens (Fondatrice)
- Jill Jacobson (Chalan Aroya)
- Leslie Bevis (Capitaine Rionoj)